# Каптурові суди
Каптурові суди — судові установи, що створювалися і діяли в Речі Посполитій та Великому князівстві Литовському в 16—18 ст. у періоди безкоролів'я. На цей час припинялася діяльність судів, які виносили вироки від імені короля. Назву отримали від польського слова kaptur (капюшон, який одягали ченці на жалобних церемоніях). Були узаконені на з'їзді членів польського сенату у жовтні 1572 після смерті останнього представника династії Ягайлонів короля Сигізмунда II Августа, який не мав нащадків, і діяли впродовж усього Великого безкоролів'я 1572—1573. У наступні періоди безкоролів'я створювалися після смерті короля і функціонували до дня коронації наступника на троні. У воєводствах (землях) Речі Посполитої місцеві каптурові конфедерації створювали воєводські суди, а Генеральна конфедерація (в період безкоролів'я вона ставала верховним органом влади) — формувала каптуровий суд, який вважався найвищим і був апеляційною інституцією для воєводських судів. До компетенції воєводських судів належали цивільні та кримінальні справи шляхти і духовенства (злочини проти особи, держави тощо), а також справи про гайдамацький рух. Судочинство здійснювалося колегіально (воєводами, каштелянами та ін. урядовцями) за спрощеною, пришвидшеною процедурою. Інколи допоміжні слідчі дії для них на місцях проводили земські суди. Після коронації нового монарха незавершені справи закінчували відповідні гродські суди. В суді допускалося застосування тортур. Як правова інституція проіснували до 1768.